# アッレゲ
アッレゲ（伊: Alleghe）は、イタリア共和国ヴェネト州ベッルーノ県にある、人口約1,100人の基礎自治体（コムーネ）。

## 地理

### 位置・広がり

#### 隣接コムーネ
隣接するコムーネは以下の通り。
- コッレ・サンタ・ルチーア
- ロッカ・ピエートレ
- サン・トマーゾ・アゴルディーノ
- セルヴァ・ディ・カドーレ
- タイボーン・アゴルディーノ
- ヴァル・ディ・ゾルド

### 気候分類・地震分類
気候分類では、zona F, 3874 GGに分類される。
また、イタリアの地震リスク階級 (it) では、zona 3 (sismicità bassa) に分類される。

## 行政

### 分離集落
アッレゲには、以下の分離集落（フラツィオーネ）がある。
- Caprile, Colondel, Sora Stabiel, Masarè, Sala